# 英雄联盟
《英雄聯盟》（簡稱LoL）是由拳头游戏開發及發行的一款5v5多人線上戰鬥技術型（MOBA）遊戲，遊戲為免費模式進行並提供付費道具服務。該遊戲是受到《魔獸爭霸III：寒冰霸權》中一个名為DotA的第三方自定義地圖啟發而誕生，且至今仍不斷定期更新。
在《英雄聯盟》裡，玩家扮演一個不可見的召喚師，並操控具有能力的「英雄」與電腦AI或真人玩家控制的英雄對戰，遊戲通常的勝利目標是要摧毀對方的主要基地「主堡」，英雄在每場遊戲開始時都比較弱，他們會隨着遊戲進展而升級，但這些數值會在下一場遊戲重新開始時重置。
《英雄聯盟》至2015年7月為止，超過1億名玩家每個月至少玩一次《英雄聯盟》，而每天都玩的玩家超過2700萬，高峰時段有超過750萬人同時在線。2015年7月，該公司估計全世界每個月有超過1億5千萬名的活躍玩家。
《英雄聯盟》自2011年起，在北美和歐洲，开发商分別在洛杉磯和柏林組織了英雄聯盟全球总决赛，來自各地的十數個專業隊伍在賽場上一決高下，而香港、澳門、臺灣、韓國、南美洲等地也舉辦過區域賽。在2019年的世界大賽總決賽中，同時有4400萬線上觀看的觀眾，以16種語言在20個平台直播。

## 遊戲機制

早期版本的召喚峽谷下路的對線，下方的兩個英雄是奎因和金克丝，上方則是塔里克。

《英雄聯盟》是一款3D的多人線上戰鬥競技場遊戲，以第三人稱視角進行。該遊戲目前的常規遊戲模式有兩種，分別是召喚峽谷與咆嘯深淵，先前有一個水晶之痕模式與3v3扭曲叢林，現在已經被移除。玩家會在遊戲中彼此合作、與對方的團隊競爭，遊戲的目標通常是破壞對方團隊的主要基地「主堡」，每一場遊戲的時間大约为25至45分鐘。在召喚峽谷對戰中，玩家們可在遊戲時間15分钟時發起投降，需隊伍中至少4/5的玩家同意投降才會生效（5人隊伍需4票同意，4人隊伍需3票，以此類推），未達到上述條件,發起失效後，發起者需等待6分鐘後才能再次發起投降，團隊其他成員此後每隔3分鐘可重新發起一次投票（團隊冷卻時間）。
在各種的遊戲模式裡，玩家會以自由選擇或分配的方式控制一個「英雄」角色，每個英雄都有自己獨特的能力。在每場比賽開始時，英雄的等級是1，並且會隨著獲得經驗點而提升等級，最終達到18級。提升等級時、玩家可以解鎖英雄的技能，並因此拓展每個英雄的運用方式。玩家還可以運用比賽裡的金錢來購買道具，讓英雄變得更強、殺死對方英雄或幫助友方英雄。玩家可藉由殺死被稱為小兵和野怪的非玩家角色以及殺死敵方隊伍的英雄來取得金币，也可以透過摧毀敵方的建築物、以及隨著遊戲時間經過而自然取得。玩家購買的這些物品只適用於該場比賽，不會沿用至下一場比賽，因此、所有玩家在每一場新遊戲開始時、所操控的英雄具有的能力基本上是平等的。
在每一場比賽後，玩家也可以取得個人的獎勵，例如經驗值、藍色精粹或該英雄的專精分數，如果一場內自己或隊友其中一個獲得S-以上的戰績，且該英雄本賽季還沒得過寶箱，就會得到一個寶箱。這些數值會用於玩家帳戶而非英雄上，玩家的帳戶從第1級開始，最高等級無上限（在2018賽季前為30級）
。高等級的玩家可以解鎖一些新的功能，例如可以在戰鬥中使用的能力「召喚師技能」（30等內能全數開啟，並可以使用）、戰利品系統（7等開放，開放時會贈與玩家海克斯科技寶箱+鑰匙各一）和30等、50等、75等類推可獲得更高級典藏罐（內有對應等級的表情）。玩家的等級和英雄的等級是没有关系的，舉例而言、等級30的玩家和等級5的玩家，在比賽開始時的英雄都是等級1。
玩家的帳戶根據ELO等級分制度進行排名並時時調整，這些評分會用於自動配對，以求一場遊戲中的雙方團隊裡的玩家有著相當的遊戲水準。

### 遊戲地圖
《英雄聯盟》的主要地圖有2張，每一張都有目標和勝利條件，以及各自的道具。

#### 召唤峡谷
召喚峽谷是《英雄聯盟》中受歡迎的地圖。在這個地圖的模式裡，兩個團隊各自有五名玩家，以摧毀對方隊伍的主要基地「主堡」為目標而相互對戰，除了進攻對方、同時也要防守自己的主堡不被破壞。主堡的位置在地圖的左下角和右上角，這兩個建築會不斷地創造強度不高的非玩家角色「小兵」，小兵會兵分三路，沿着上路、中路和下路不斷前進，直到與對方的單位接觸。玩家必須操控著英雄，和屬於自己隊伍的小兵一起推進至對方隊伍的基地內、並摧毀對方的主要基地來贏得比賽。在「路」之間的則是被稱為「野區」的中立區域，內部有著不屬於雙方玩家的非玩家角色，被稱為「野怪」。此外還有一條「河道」自左上延伸至右下，雖然名為河、但並不妨礙行動，英雄可以在上面自由行走，與行走在地圖的其它地方無異，但会与部分符文或英雄技能交互。另外元素峽谷是當遊戲的第2條有元素亚龙被擊殺時，召喚峽谷將會獲得接著即將重生元素亚龙的屬性，峽谷將會劇烈變動。而大部分的特殊遊戲模式所採用的地圖皆為召喚峽谷修改而成，如血月獵殺或聯邦圍城等。
每個隊伍都希望保護自己的建築物，並且搗毀對方的建築物。這些建築物包括：
- 防禦塔：每個路上都有名為「防禦塔」的塔狀建築守護，防禦塔會攻擊附近的對方陣營小兵及玩家角色，防禦塔會優先攻擊小兵，但如果對方玩家角色在防禦塔的攻擊範圍內攻擊己方的玩家英雄，則防禦塔會優先攻擊對方玩家英雄。透過將自己陣營的小兵推進到對方的塔內，可以對對方的防禦塔造成損害，且玩家角色也不會受到攻擊。當摧毀了對方的防禦塔時，可以得到經驗點和金錢，被摧毀的防禦塔會永久摧毀，除英雄沙漠皇帝可以有条件重建防御塔之外，防御塔不會重生。每個陣營有11座防禦塔，每一路各有三個，而主堡前有兩個。雙方基地上的五座防禦塔在離開戰鬥後會隨時間恢復生命，三路上的六座則不會。此外雙方重生平台內各有一主堡尖碑，此尖碑象徵著不可侵犯的領域，攻擊機制與防禦塔相同，但是不可被摧毀，且可造成巨大傷害。2019賽季開始，防禦塔在14分鐘前的防禦力增加，且擁有五層護甲，每層護甲被打破將給予周圍敵方英雄額外金錢，超過一人每人平分。
- 水晶兵營：每個路有一個水晶兵營，水晶兵營前的防禦塔會阻止敵方單位傷害該兵營，而水晶兵營會阻止敵方傷害主堡與主堡前防禦塔，只要有一路以上的水晶兵營被破壞即可向內推進，在摧毀對方陣營的水晶兵營後，會讓自己的主堡產生「超級士兵」，這是比普通小兵更強的小兵。假如三路的水晶兵營皆被破壞，則召喚出的超級士兵會變為兩倍（每路各兩隻）。水晶兵營將在被毀的五分鐘後重生，且在脫離被攻擊時會緩慢恢復生命。
- 主堡：每個團隊都有一個主堡，當自己團隊的主堡遭毀時，遊戲就結束了，而破壞對方主堡的那一方則贏得比賽勝利。主堡與水晶兵營相同，在脫離被攻擊時會緩慢恢復生命。

有一些單位是中立的，亦即它們不會主動攻擊附近的英雄，也不屬於任何隊伍。不過如果玩家希望獲得獎勵，可以主動向這些位在野區和河道的中立單位發起挑戰。這些中立的單位包括：
- 野怪：野怪是位於野區的中立怪物，分為大型與小型兩種，殺死它們後玩家可以取得經驗和金錢。有部分大型野怪會提供額外的增益效果。
- 峡谷先锋：峡谷先锋位於河道左上方男爵池內，玩家在擊敗峡谷先锋之後可以拾取先锋之眼，並可在路上召喚出峡谷先锋以協助隊伍，擁有強大的推塔能力。峡谷先锋被召喚後不會主動攻擊敵方英雄，在遊戲開始後6分鐘生成，並於遊戲時間 19:30消失，若處於戰鬥狀態下則延至 19:50 ，由纳什男爵替代。
- 元素巨龙：元素巨龙是位於河道右下方龍池內的強大怪物，殺死元素巨龙的隊伍可以依不同的元素巨龙的類型取得維持整場遊戲的相應增益效果。前三条出生的元素巨龙必定不同，且自第三条开始，只会有与第三条同种的元素巨龙出生。此外，第一支擊殺4隻同种元素巨龙的隊伍，將會獲得與元素峽谷相同的龍魂增益效果。遠古巨龍则會在有隊伍取得龍魂後出生，击杀它的隊伍會得到強大的遠古巨龍增益。远古巨龙一旦出生，之后出生的也只会是远古巨龙。
- 纳什男爵：纳什男爵是召喚峽谷中最強大的中立怪物，位於河道左上方男爵池內，它在遊戲開始的二十分鐘會取代峡谷先锋現身，殺死纳什男爵的隊伍可以取得3分鐘的強大增益效果。

#### 咆嘯深淵
咆嘯深淵是用於隨機單中（ARAM）的地圖，ARAM指的是「All Random All Mid」，指全部隨機全部中路（隨機單中）。這個地圖是五對五。咆嘯深淵與其它地圖的差別在於，該地圖只有一條路，沒有中立野怪、也沒有野區。十個英雄都會聚在相對狹窄的唯一一條路上對戰。遊戲開始前，玩家將得到系統隨機挑選的英雄。除非玩家使用骰子重新隨機選擇，骰子可以透過遊玩咆嘯深淵來獲得。

#### 水晶之痕
水晶之痕，是用於據點攻略戰的地圖，兩個隊伍分別有五個玩家，爭奪地圖中的控制點並盡可能地保有這些據點。地圖中有一個包括五個據點的圓，雙方團隊的基地位於左下角和右下角，在遊戲開始後、玩家必須盡可能地占據這些據點，並隨著時間推移削弱對方團隊的團隊生命值，因此將更多的點佔據更多的時間，就能讓對方的團隊生命值降得越快。團隊生命值從500開始倒扣，至0時會落敗。這個模式從2011年9月26日推出，在2016年2月22日移除。不過這張地圖仍改用於其它的遊戲模式，例如「霸權爭奪」或「我不是水晶之痕」。

#### 扭曲叢林
扭曲叢林（Twisted Treeline）的戰鬥節奏十分的明快，兩條主要道路與森林的佈置主要應用於三對三的戰鬥上。兩條道路分別為崎嶇以及直線的設計，而遊戲最終目的就是破壞路上的防禦塔，並摧毀敵方主堡。扭曲叢林中也有許多野生怪物，可以從他們身上獲得金錢、經驗或特殊靈氣。攻佔祭壇是扭曲叢林中很重要的一環。祭壇分別坐落在野區的左右兩邊。在一開始祭壇會是封閉的狀態，到遊戲時間 3 分鐘時才會開啟，此時才能夠佔領；佔領祭壇只要站在上面就可以了，佔領後的祭壇在 90 秒內無法被另一方佔領。該模式地圖在2019年11月19日於遊戲內移除。

#### 终极法書
终极法書（Ultimate Spellbook，中國服譯作終極魔典）是基于召唤师峡谷地图的一个特殊模式，其主要玩法是允许英雄同时拥有2个英雄大絕。召唤师在选择英雄的时候将召唤师技能中的其中一个留为空置，并在进入地图后在可以在4个随机的英雄大絕中选择另外一个英雄的大絕，将其替换在空置的召唤师技能格中作为第二个英雄大絕。打野位置的英雄的“重擊”不会占位，且他们在攻击中立野怪的时候会自动使用重擊。召唤师在出生点开始游戏的时候有30秒的准备时间选择英雄大絕和购物，且他们的初始等级为3级。英雄联盟在2022年的终极法書中加入了一个小概率触发的隐藏彩蛋，触发后所有相同队伍的玩家都会拥有相同的第二英雄大絕。

#### 聯盟戰棋
《聯盟戰棋》是游戏《英雄联盟》中的一个回合制策略游戏模式，于2019年6月27日（9.13版本）在正式服务器正式上线。
在聯盟戰棋模式中，每局比赛由八名玩家共同进行一对一决斗，直到场上只剩下最后一名玩家。获胜关键是在合理的战术策略下从随机化的英雄池中选择最佳的英雄阵容，用装备对阵容进行强化，并构架优势对战阵型。
2019年7月23日（9.14版本），正式服务器上线聯盟戰棋積分赛。
聯盟戰棋是一个全新游戏模式，玩家将和其他7名敌人（或朋友）进行一场各自为战的博弈对抗。招兵买马，融合英雄，提升战力，排兵布阵，成为最终立于战场上的赢家。
聯盟戰棋双人模式可以和朋友一起进行一次更加注重合作的博弈，分享棋子，帮助队友，体验不一样的对弈。

### 遊戲模式
《英雄聯盟》包括了幾種可以讓玩家選擇的遊戲模式：
- 教學模式是新玩家使用的模式，使用地圖為召喚峽谷，目的在於教導玩家遊戲規則與操作方式。
- 電腦對戰是人類玩家與電腦操控的英雄互相對戰的模式。地圖是召喚峽谷。
- 一般模式使用自動匹配系統，讓能力相當的玩家組成同一隊。
- 積分模式是玩家在玩家帳戶擁有英雄包含20個以上及30等時可以進行的模式，玩家的能力會在匹配時被考量，因此技術高的玩家和技術低的玩家不會組在同一隊。
- 自訂模式允許玩家將真人與電腦操控的英雄組成同一隊，可以在任何地圖進行，也可允許雙方隊伍的人數不一致。
- 練習工具提供玩家一個熟悉英雄或開發不同玩法的環境，地圖為召喚峽谷，可自由調整等級或金錢等，並可以召喚假人敵軍或假人友軍當成模擬。

當玩家選擇自己所需的英雄時，《英雄聯盟》提供四種模式：
- 盲選模式：允許雙方隊伍同時選擇自己的英雄，因此雙方隊伍內可能會有玩家使用相同的英雄。
- 競技模式（ban/pick模式）：雙方隊伍同時禁用英雄，每人可禁用一個英雄或不禁用，共零至十個英雄會被禁止使用（因為可以不禁用或和敵隊禁用同一個英雄），禁用階段結束後會依順序讓玩家選擇想要的英雄，待選擇階段完畢後玩家會有30秒的時間做最後準備。
- 電競模式（ban/pick模式）：第一階段雙方隊伍先輪流禁用3個英雄，此時共6個英雄會被禁止使用，第一階段禁用結束後雙方前六名玩家再依序選擇英雄，進入第二階段禁用時雙方再輪流禁用兩名共四個的英雄，加上前階段總共十個英雄會被禁止使用，剩下的四名玩家再依序挑選英雄，選擇階段完畢後玩家會有60秒的時間做最後準備。
- 隨機模式：系統隨機將英雄分配給玩家，玩家可以透過比賽累積的機會來重新擲骰並得到一個新的隨機英雄。

### 英雄類型
截至2024年11月，《英雄聯盟》裡有169名英雄，《英雄聯盟》將英雄分為幾個類型，最顯著的差異是英雄的傷害類型，一部分的英雄以造成物理傷害為主，一部分則以造成魔法傷害為主，這兩種傷害分別受到物理防禦和魔法防禦的抵制。而某些英雄可以同時造成這兩種傷害，玩家可以決定要偏重哪一方，此外還有一些英雄能造成真實傷害，這種罕見的傷害類型不會受到物理防禦和魔法防禦所減免。英雄联盟中的英雄被分為六大類，此外還有一個供遊戲設計師使用的內部分類。這六大類分別是：
- 射手（Marksman）：射手俗稱AD或ADC，定位雙人路，主要造成遠程物理傷害，這些英雄有很高的持續輸出能力，不過他們的防禦力偏低，容易遭到敵方刺客和鬥士針對。射手的例子有：赛娜（Senna）、薇恩（Vayne）、斯莫德（Smolder）。
- 法師（Mage）：法師俗稱AP或APC，定位中路，能造成強大魔法傷害、但防禦能力偏低的英雄。部份法師可以在短時間內造成大量傷害，一些則是以持續輸出為主。法師的例子有：翱銳龍獸（Aurelion Sol）、維迦 (Veigar) 。
- 刺客（Assassin）：刺客定位單人路或打野，擁有強大的爆發傷害[28]，用以針對敵方防禦力較低的英雄。雖然刺客的生存能力偏低，但他們比其他英雄移動得更快速和靈活。刺客的例子有：劫（Zed）、塔隆（Talon）、卡特蓮娜（Katarina）。[29]
- 坦克（Tank）：坦克定位單人路或雙人路，是防禦能力極強的英雄，他們有著高額的防禦和生命值。不過他們的傷害偏低。有些坦克具有團控能力，可以擊破敵人陣形或使敵人在短時間內無法進行操作。坦克的例子有：奎桑提（K'Sante）、墨菲特（Malphite）、雷歐娜（Leona）、慎（shen)等。[29]
- 鬥士（Fighter）：鬥士或稱戰士，定位單人路或打野，是屬性平衡的近戰英雄，兼具爆發傷害和持續輸出能力。對局前期可用以壓制敵方打野英雄和針對敵方防禦力較低的英雄。鬥士的例子有：佛曳戈（Viego)、蓋倫（Garen）、沃維克（Warwick）。[29]
- 輔助（Support）：輔助定位雙人路，其能力是通過治療隊友、牽制對手等方式來輔佐團隊，輔助在對局前期通常會伴隨射手英雄賺取金幣或協助鬥士英雄入侵敵方打野英雄的野區。輔助的另一個重要工作是提供團隊視野。輔助的例子有：瑟雷西（Thresh）、布里茨（Blitzcrank）、索拉卡（Soraka）。[29]

### 檢舉機制
2011年5月24日，英雄联盟啟用了一套被稱為「審判系統」的機制。玩家在每場遊戲結束後，可檢舉其他玩家的不當行為。而等级为30的玩家們可以審查檢舉並做出判決。審查檢舉的玩家可以發表他們對該檢舉的看法，如果官方收到的答案一致認同檢舉，則受檢舉的玩家會被封锁账号一段時間。為了避免誤判，永久封锁账号仍需要官方手動判決。在2014年，此系統被「玩家行為及時反應系統（ instant feedback system ）」取代，而Garena則是在2016年後引進。這是一套運用機器學習技術對言行不當玩家進行審查的系統，與審判系統最大的差異在於審查的速度，能夠在15分鐘之內作出處份，官方如此設計是認為，如果玩家越快受到懲罰，他們會改善的機會越大。

### 其它遊戲機制
- 天賦（Masteries）：在2018年賽季之前，是一種會對英雄的能力或召喚師技能造成額外影響的能力，玩家最多可以用30個點數自由分配它們，並組成一個天賦頁，在一場遊戲開始前、玩家必須為自己將要操控的英雄選擇適合的天賦頁。[36]在2018年賽季季前改版後，天賦和符文合并成新的符文系統。
- 造型(Skin)：指的是英雄的外觀，玩家可以購買不同的外觀。不同外觀的同一英雄在能力上沒有任何差異，僅是視覺效果不同。
- 榮譽(Honor)：榮譽系統於2017賽季被重做，玩家可在遊戲結束後給予你認為值得鼓勵的玩家榮譽，並能夠在結算畫面看到自己所獲得的榮譽。此外，只要從兩名預組隊友或一名陌生隊友那取得榮譽，且榮譽等級高於3級，在下一場對戰中就會出現讀取畫面勛章。榮譽等級共分5級，每個等級各有3個進度點，3個進度點均須達到才可升級至下個等級，每位玩家剛開始都是榮譽等級2、0/3個進度點，每往前一個等級，獲得的獎勵也會越多。

### 特殊遊戲模式
從2013年開始，英雄联盟不定期地推出一些特殊遊戲模式，稱為限時遊戲模式，而從2016年開始則改為在每個週末輪流推出。這些模式包括所有英雄火力都大幅提升的「阿福快打」、強迫所有玩家使用同一英雄的「無限死鬥」、輪流交換攻守方的「聯邦圍城」、以搶奪巨大增益為目標的「霸權爭奪」、12名玩家擠在扭曲叢林裡廝殺的「六連殺」、對抗超強AI英雄的「夢魘電腦」、為敵隊選擇英雄的「逆轉對決」、能召喚友方NPC並與之一同作戰的「普羅王傳說」、只能使用刺客英雄且沒有防禦道具的「血月獵殺」、3對3而且只能使用英雄瑟雷西的「幽冥煞星」、在水晶之痕地圖被刪除後用來紀念的「我不是水晶之痕」、以被稱為「星光少女組」的特定英雄合作對抗NPC的「幽怪入侵」、僅可使用射手英雄的「核心超載」、獲勝後可以將強化後的特定角色延續到下一場遊戲使用的「奧德賽」、使用特殊地圖及特殊道具的「閃電急擊」、有傭兵系統的「黑街打手」及進行8人在競技場裡2對2的「戰魂亂鬥」。

### 聯合大事件
從2020年開始，英雄聯盟都會在暑假期間推出大型劇情活動。並在2021年開始，大型劇情活動擴展至Riot Games旗下遊戲《英雄聯盟：激鬥峽谷》、《符文大地傳說》。接著在星光戰士2022：群星依舊閃爍中，首度採用三款遊戲，不同故事線的方式推進遊戲劇情。
2020：靈花祭   參與遊戲：英雄聯盟
2021：光之哨兵 參與遊戲：英雄聯盟、激鬥峽谷、符文大地傳說
2022：星光戰士 參與遊戲：英雄聯盟、激鬥峽谷、符文大地傳說（首度採用三款遊戲不同故事線來推進劇情）
2023：戰魂鬥士 參與遊戲：英雄聯盟、激鬥峽谷、聯盟戰棋、符文大地傳說
2024：百獸特攻隊 參與遊戲：英雄聯盟、激鬥峽谷、聯盟戰棋

## 收費服務
《英雄聯盟》是部分付費遊戲，遊戲裡所有東西都是收費的虛擬道具。遊戲使用藍色結晶粉末和聯盟幣（Riot Points、簡稱RP）做為貨幣，聯盟幣需要充值購買，並可以在遊戲商城內購買英雄、英雄造型、符文頁、經驗值加成道具、召喚師頭像、炫彩包、改名卡等各種虛擬商品。藍色結晶粉末可以從遊戲中賺取獲得，不是一定需要儲值才可以購買商品。

## 設定與故事
《英雄聯盟》的故事背景設置在虛構世界符文之地（Runeterra）上，而瓦羅然（Valoran）則是該世界的一塊超大陸，在瓦羅然上的「英雄聯盟」裡有一群各式各樣的角色，也有著各自的背景故事，而且通常與瓦羅然大陸上的政治鬥爭有關。此外、還有一些英雄是來自於瓦羅然大陸外的島嶼、或是符文之地以外的世界。這些英雄會互相衝突，並反映在「英雄聯盟」裡。
設定經歷過兩個階段：2009年至2014年的原始設定，以及2014年至今的新設定。原始的設定是，由於符文之地的政治勢力彼此衝突不斷，使得該世界瀕臨毀滅，為了使爭議能夠解決，便讓衝突和爭端以「英雄聯盟」機制解決。「英雄聯盟」組織讓處於不同政治立場的召喚師操控各自的英雄在賽場上角力，並以英雄代理召喚師戰鬥的方式處理政治爭端。原始的設定側重於符文之地上的「英雄聯盟」機制。在這個機制裡，英雄的行為是受到召喚師掌控的，這解釋了為什麼五個可能彼此憎恨的英雄會組成一個團隊，也解釋了為什麼每場比賽開始時、英雄的能力都會被重新計算、並重複學習相同的技能，這更說明了為什麼在背景故事裡能力明顯不相當的英雄可以在同一個賽場上對戰。舉例而言，墮天使魔甘娜和天使凱爾在設定上是仇敵，但在比賽裡、她們可以在同一隊；在設定上、易大師是悟空的師父，但悟空未必打不贏易大師。
英雄联盟的敘事團隊認為，這個設定有太多的限制，因此在2014年重新規劃了「英雄聯盟」的故事設定。就本質上而言，原本的故事強調「不願露面的玩家站在召喚師的角度操控這些名為英雄的木偶」。這會使得一些應該可以很有趣的英雄變得只是像個召喚師的僕人，換言之、原始設定裡的英雄是次要的，無法決定自己的命運。游戏开发商希望讓英雄成為故事的核心，並且有自己的目標和故事。在修改設定後，英雄联盟發佈了一些新的故事：失落的古代沙漠文明「蘇瑞瑪」以及沙漠皇帝「阿祈爾」的陰謀，關於海盜剛普朗克和好運姐的故事「比爾吉沃特」。這兩則故事的主角都是「英雄聯盟」裡的英雄而非召喚師。新的這種敘事方式能讓有趣的角色隨著時間推移而產生更多的冒險，而且這些冒險不見得需要有時間上的連貫性。這麼做的效果之一是「遊戲與故事的內容並不是一對一地照搬。」
符文之地是個由許多國家與城邦組成的世界，這些政治實體彼此對立。其中最大的衝突要屬德玛西亚和諾克薩斯，這兩個城邦先前交戰過、但現在處於冷戰。德玛西亚的英雄重視榮譽和騎士道之類的精神，而諾克薩斯的英雄則冷酷無情、擅長策略。皮爾托福和佐恩則是兩個具有高科技的城邦，皮爾托福的風格是蒸氣龐克，而佐恩擅長生化研究。弗雷爾卓德是北方冰原王國，這裡發生著三個部落的戰爭，分別以艾希、史瓦妮和麗珊卓為首。班德爾城裡居住著約德爾族，是類似小矮人的小型生物種族。愛歐尼亞是一個海島城邦，他們發展獨特的武術，並且有著劍士、忍者、武僧等類型的角色。比爾吉沃特是以海盜為主題的港口城市，闇影島是位在瓦羅然大陸之外的島嶼，當地被死亡和黑暗壟罩。巨石峰是與世隔絕的高山，有著類似希臘神話的主題。蘇瑞瑪是沒落的沙漠文明，有類似於埃及的主題。艾卡西亚是一片荒廢的大地，因為來自另一個次元的虛空生物入侵了符文之地並讓該處籠罩黑暗，它們有一個類似克蘇魯神話的主題。
在目前的地圖裡，召喚峽谷位於「英雄聯盟」內，扭曲叢林在闇影島上，咆嘯深淵則位於弗雷爾卓德。至於已被廢除的水晶之痕則位在德玛西亚與諾克薩斯中間的一個以採礦業為主的城鎮卡拉曼達。
2018年11月，英雄联盟宣佈與Marvel合作，推出與英雄聯盟宇宙相關的漫畫作品，並於2019年陸續推出。
2021年11月，官方與Netflix合作推出動畫劇集《奧術》，背景設定於皮爾托福（Piltover）和佐恩（Zaun），講述菲艾與吉茵珂絲（[Jinx] 错误：{{Lang}}：無法辨識代碼 em（帮助））之間的故事，並將在2022年後推出第二季。 

## 開發
2006年，布蘭登·雷茲·貝克（Brandon "Ryze" Beck）和馬克·泰達米爾·美林（Marc "Tryndamere" Merrill）創立獨立工作室拳头游戏，這兩人就讀南加州大學時期是室友。他們與《魔獸爭霸III：寒冰霸權》內地圖《遺蹟保衛戰》（DotA）的原設計師史蒂夫·費克（Steve "Guinsoo" Feak）和DotA網站管理者史提夫·梅斯康（Steve "Pendragon" Mescon）共同開發了《英雄聯盟》，大幅擴增英雄數量和原創要素。之後，團隊加入了如湯姆·卡德威爾（Tom "Zileas" Cadwell，設計總監）和蕭·卡尼斯（Shawn "Badagahnoosh" Carnes，創意設計主管）、格雷格·斯特里特（Greg Street，遊戲設計師）等人才。
雖然繼承了《DotA》的精神，但拳头游戏並不希望英雄联盟是一個「魔獸爭霸III」，而是一個獨立的遊戲。這一對《DotA》的玩家認為這種遊戲的類型創新而且有趣，足以衍生成新的遊戲類型、並且有著獨特的專業、功能與服務。這隨後演變成一種新的遊戲類型「多人線上戰鬥競技場遊戲」（MOBA），《DotA》是該類型的第一款遊戲，而《英雄聯盟》和《Dota 2》則是兩個知名的繼承者。
2006年，拳头游戏成立，到了2013年時約有一千名員工。2008年10月該公司發佈了其第一款遊戲——《英雄聯盟：命運衝突》（League of Legends: Clash of Fates），並在一年後以《英雄聯盟》為名發布。

## 營運
《英雄聯盟》在2009年10月27日發佈。北美的服務由拳头游戏自行提供，在亞洲、歐洲和南美洲等地的一些國家，如俄羅斯、土耳其、日本、韓國、巴西的服務也是由拳头游戏經營；於2023年前提供台灣、香港、澳門、泰國、菲律賓、越南等東南亞服務的是Garena，2023年後則由拳頭遊戲負責管理；而在中國大陸則是由騰訊的騰訊遊戲平台經營。
英雄聯盟的核心營運採用道具收費模式，可以藉由免費下載來獲得一份數位拷貝，登入其伺服器進行遊戲基本上完全免費，不過也有數位典藏版可以付費訂購，內含數個已解鎖的英雄角色、獨特的英雄造型和聯盟幣。儘管《英雄聯盟》為免費遊戲，但它的更新十分頻繁，不斷有計畫地增添新內容，並調整舊有的內容。
在歐洲，拳头游戏和GOA（Orange的影視遊戲部門），和歐洲的遊戲夥伴簽暑了一份合作夥伴的協議。在2009年10月13日，GOA和拳头游戏發出聲明，他們可能將伺服器中位於歐洲玩家的資料轉移到GOA專用的伺服器﹝並且將同時限制歐洲IP。這代表位於歐洲的玩家將無法在位於美國的英雄联盟伺服器上遊玩。由於社群的負面回應，轉移的決定在2009年10月16日被取消。在2010年3月10日，拳头游戏發布聲明，他們將接手歐洲地區的發行和運作。因此，他們成立了位在都柏林的歐洲總部。
在2010年2月25日，拳头游戏發表公告，將在東南亞交給一未指定的發行商發行英雄聯盟，並將根據發行協議限制東南亞地區的IP。社群中有一部份的人擔心立即性的IP阻擋問題。在2010年7月16日，拳头游戏聲明Garena將會在東南亞發行遊戲。東南亞玩家擁有「轉移帳號」的能力，將他們位在北美或歐洲的伺服器中的帳號，轉入到東南亞伺服器。
2015年6月21日，《英雄聯盟》宣佈將邀請台灣音樂家、同時也是《英雄聯盟》玩家的周杰倫代言，並邀請周杰倫為《英雄聯盟》玩家譜寫中文主題曲。主題曲《英雄 Hero》在2016年3月24日發佈於YouTube上，並收录於同年發行的專輯《周杰倫的床邊故事》裡。
2017年2月14日，拳头游戏引進了練習工具，並表示未來將會新增更多功能。練習工具的設計理念是為了提供玩家一個提升技術的管道，例如學習英雄的操作技巧、有效率地取得金錢與經驗值、規劃進攻路線，以及測試適合放置道具的位置、適合使用技能的位置，或是測試道具與傷害等。這讓玩家無須使用相對浪費時間的自訂對戰功能。
2019年6月，《英雄联盟》新增“聯盟戰棋”，沿袭Dota自走棋的模式。
2022年11月9日，Garena宣布與Riot Games的合作將於2022年12月31日結束，並於2023年1月由Riot Games直營（台灣及越南分別由台灣大哥大及VNG Games與Riot Games共同營運）。同時於2022年11月18日開啟Garena《英雄聯盟》帳號轉移至Riot Games平台。
2023年1月4日，Garena《英雄聯盟》進入帳號凍結階段。同時在2023年1月5日時於Garena《英雄聯盟》的官方YouTube頻道直播最後馬拉松，供Garena代理地區玩家回顧其代理期間的點點滴滴。
2023年1月6日，Garena《英雄聯盟》於清晨1:00關閉遊戲伺服器及遊戲登入口，Riot Games伺服器於清晨3:30開啟，並啟動帳號資料轉移服務。
2023年8月31日，Riot Games宣布關閉與Garena《英雄聯盟》的帳號連結與轉移服務。

## 迴響

### 廣受歡迎
在2011年11月發佈的數據中，拳头游戏聲稱《英雄聯盟》有3250萬名玩家，其中1120萬名玩家每個月都玩，而420萬名玩家每天都玩。在2013年10月時，拳头游戏宣稱有3200萬名玩家每個月都玩英雄联盟、1200萬名玩家每天都玩英雄联盟。2014年1月，該遊戲有6700萬名玩家每個月都玩，而2700萬名玩家每天都玩，在高峰時段有750萬人同時上線。
在2012年3月，《英雄聯盟》成為韓國網路咖啡廳裡最受歡迎的電腦遊戲。2012年7月，Xfire公布一項報告，指出《英雄聯盟》是北美和歐洲最暢銷的電腦遊戲，自2011年7月起至2012年6月止的這一年內，該地區玩家的總遊玩時數是13億小時。《英雄聯盟》在菲律賓也很受歡迎，至2013年7月時，它是該國網路咖啡廳裡第二受歡迎的遊戲，僅次於《遺蹟保衛戰》。《英雄聯盟》在台灣也非常受歡迎，有超過200萬名玩家。

### 相关研究
阿里克·卡恩（Arık, Kaan）发表的一篇研究论文认为，预测LOL的获胜者对于机器学习模型具有重要意义。《英雄联盟》中的获胜者的预测具有一定可能性，并且LightGBM(0.97)、Logistic Regression(0.96)、SVM和GBC(Gradient Boosting Classifier) (0.95)的准确率较高。

### 媒體評論
| 汇总媒体     | 得分   |
| ------------ | ------ |
| GameRankings | 78.72% |
| Metacritic   | 78%    |

| 媒体            | 得分   |
| --------------- | ------ |
| 1UP.com         | A-     |
| AllGame         | [ 86 ] |
| Eurogamer       | [ 87 ] |
| Game Revolution | B+     |
| GameSpy         | [ 89 ] |
| GameZone        | [ 90 ] |
| IGN             | 9.2/10 |

英雄聯盟在西方主流媒體的評論都傾向得到正面評價。在Metacritic上，在100分的滿分裡取得78分。
2009年時，IGN 在10分的滿分中授予8.0分給《英雄聯盟》，表示「突出的地方在於令人感到愉悅的遊戲設計，不但能為英雄量身打造，也有著生氣勃勃的視覺效果。然而，這款遊戲的倉促推出遭到批評：這個遊戲似乎太早被發行，許多特色沒有實作或被移除」。最後、評論者表示「那些在遊戲中的高階玩家可能對新手沒什麼耐心。」不過評論者認為獨立玩家配對系統﹝在評論當時尚未推出），將能藉由將相似等級的玩家排在一起遊玩來解決問題。IGN的Leah B. Jackson在2014年重新審視了遊戲，並將評分從8.0調高為9.2，並稱讚「足以作為成功的表率」，讚揚了英雄的多樣性、獎勵進步的系統，是個迅速而激烈的團隊對抗。
VentureBeat的Mike Minotti將《英雄聯盟》與其它MOBA遊戲如《超神英雄》和《DotA 2》比較，認為《英雄聯盟》容易上手、遊戲速度快，而另外兩款遊戲的遊戲機制比較複雜，風格比較接近原本的《DotA》。
在2015年，《英雄聯盟》被USgamer's列入自2000以來最傑出的遊戲榜單內的第15名。

### 得獎記錄
| 時間           | 獎項                          | 分類             | 結果 |
| -------------- | ----------------------------- | ---------------- | ---- |
| 2009年12月14日 | 2009年IGN個人電腦最佳戰略遊戲 | 讀者之選         | 獲獎 |
| 2009年12月21日 | 2009年Gamespy玩家之選         | 個人電腦玩家之選 | 獲獎 |
| 2010年10月8日  | 第一屆遊戲開發者之選          | 觀眾推獎         | 獲獎 |
| 2011年10月21日 | 金手柄奖                      | 最佳免費遊戲     | 獲獎 |
| 2015年12月3日  | 遊戲大獎（TGA）               | 年度電子競技遊戲 | 提名 |
| 2016年12月1日  | 遊戲大獎（TGA）               | 年度電子競技遊戲 | 提名 |

## 職業電競
《英雄聯盟》在電子競技領域裡獲得巨大的成功，世界各地每年都會舉辦全球总决赛和其它大小賽事。在電子競技方面，截至2016年6月為止，《英雄聯盟》共有4083名職業玩家、舉辦了1718場大小賽事，相形之下、《Dota 2》的職業玩家是1495名，舉辦的賽事有613場。
《英雄聯盟》入选2022年杭州亚运会正式比赛项目，是电子竞技项目自2018年雅加达亚运会作为表演项目后，也是电子竞技在2019年东南亚运动会之后第二次亮相大型综合运动会。项目共计产生7面金牌，并设有两个表演项目。

### 全球总决赛

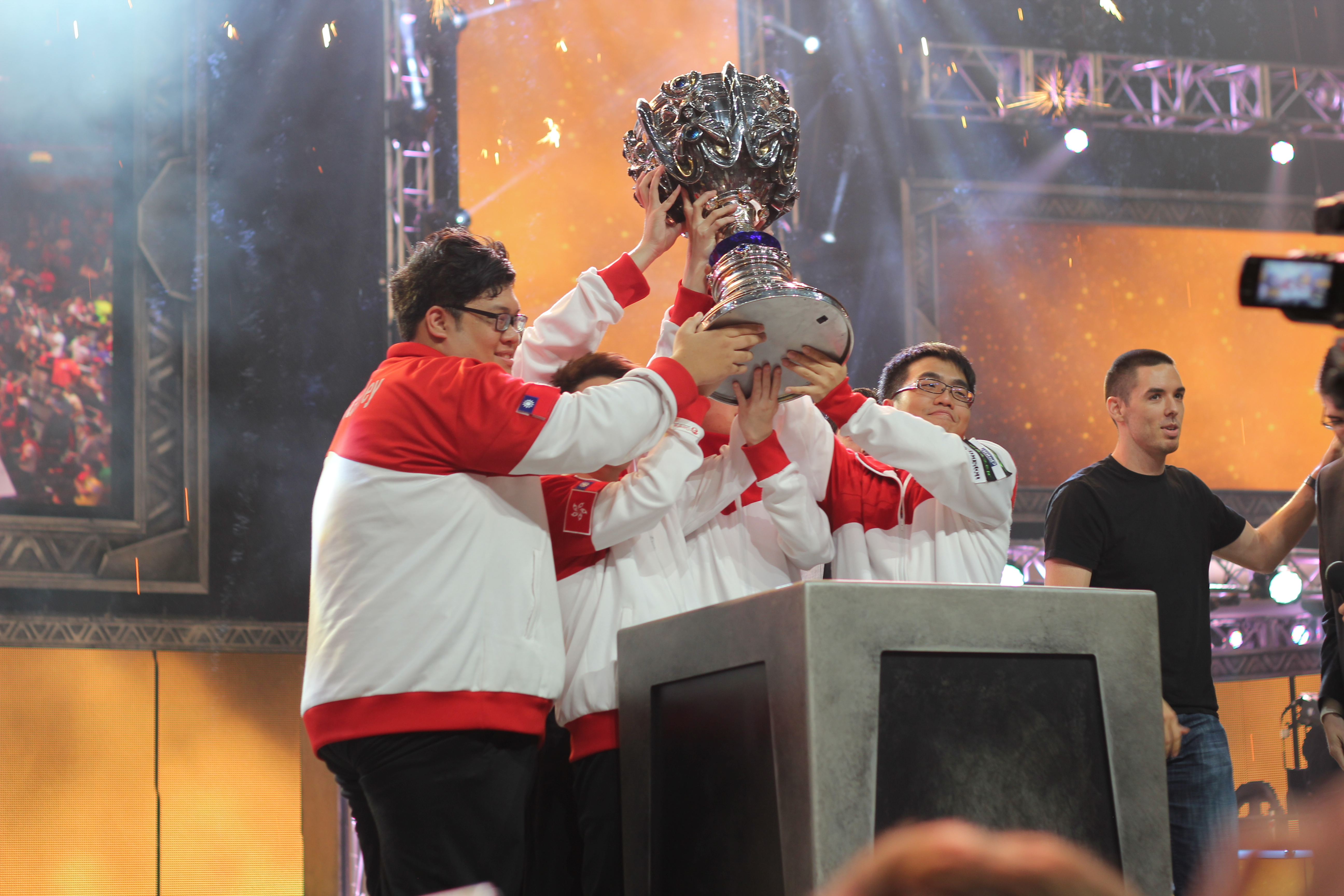
2012年，台北暗殺星在S2全球总决赛奪得冠軍。

2011年7月，S1总决赛在瑞典的DreamHack（世界最大的電子展）舉辦，總獎金為10萬美金。歐洲隊伍Fnatic擊敗來自美國、亞洲的隊伍，奪得冠軍並取得5萬美金獎金，超過160萬人次在表演期間觀看了實況轉播，並且有至少21萬人次觀看了準決賽。在第一季之後，拳头游戏宣布第二屆的全球总决赛將會砸下美金500萬的重金，其中200萬用在拳头游戏的合作夥伴，包括 IPL 和其他主要的電競協會；另外200萬則用在拳头游戏舉辦的季後賽和預賽；剩下100萬則用在向拳头游戏申請賽事的小型組織。
2012年10月，S2全球总决赛在美國洛杉磯舉辦，台灣隊伍台北暗殺星以3比1擊敗來自南韓的Azubu Frost，奪得冠軍並贏得100萬美金。
2013年9月，S3全球总决赛於洛杉磯舉行。來自韓國的SK Telecom T1於冠亞軍賽擊敗中國皇族奪得冠軍，贏得100萬美金。
2014年10月，S4全球总决赛在韓國釜山舉行，韓國隊伍Samsung Galaxy White於冠亞軍賽擊敗中國戰隊皇族奪得冠軍，贏得100萬美元。2014年的冠軍獎盃由英國奢侈品牌Thomas Lyte鑄造，原本的重量定為70磅（約31公斤），但因為難以在勝利後舉起來、便調輕了重量。
2015年10月，S5全球总决赛在歐洲舉辦。總決賽於德國柏林舉行，來自韓國的SK Telecom T1擊敗同樣來自韓國的KOO Tigers，二度取得冠軍。
2016年9月，S6全球总决赛在美國舉辦。總決賽於洛杉磯舉行，來自韓國的SK Telecom T1擊敗同樣來自韓國的Samsung Galaxy，三度拿下冠軍並抱得200萬美金。據統計，冠軍賽的高峰時段最多有1470萬線上觀看，創下《英雄聯盟》冠軍賽最多觀戰者的記錄。
2017年11月，S7全球总决赛在中国举办。总决赛于北京的国家体育场“鸟巢”举行，韓國隊伍Samsung Galaxy於冠亞軍賽擊敗同樣來自韓國的SK Telecom T1。
2018年11月，S8全球总决赛在韩国举办。总决赛于仁川文鹤竞技场展开，来自中国LPL的队伍Invictus Gaming以3:0战胜了来自欧洲EU LEC的队伍的Fnatic夺得冠军。这也是LPL的第一座全球总决赛冠军奖杯。
2019年10月，S9世界大賽在歐洲舉辦。總決賽於法國巴黎雅高酒店體育館舉行，来自中國LPL的隊伍FunPlus Phoenix以3：0擊敗了LEC的隊伍G2 Esports拿下冠軍，LPL連續兩年舉起全球總決賽獎盃。
2020年10月，S10全球总决赛在中国举办。总决赛于上海浦东足球场举行，韩国队伍Damwon Gaming以3:1打败了LPL的队伍苏宁电子竞技俱乐部拿下了冠军，终结LPL全球总决赛两连胜。
2021年10至11月，S11全球总决赛原定于中国举办，后因为疫情管控因素改为欧洲冰岛举办。总决赛于冰岛雷克雅未克举行。LPL的队伍Edward Gaming以3：2的成绩打败了上届冠军DK（原Damwon Gaming）。
2022年10至11月，S12全球总决赛在北美舉辦。总决赛于美國舊金山举行。LCK的队伍DRX以3：2的成绩打败了同樣來自LCK的隊伍T1。
2023年10至11月，S13全球总决赛在韓國舉辦，總決賽於韓國首爾高尺巨蛋舉行。LCK的隊伍T1以3:0的成績戰勝來自LPL的隊伍Weibo Gaming，四度獲得冠軍。
2024年9至11月，S14全球总决赛在欧洲举办，总决赛于英国伦敦O2体育馆举行。LCK隊伍T1以3:2的成績戰勝來自LPL的隊伍BLG，拿下第五座的冠軍。

## 爭議

### 中華人民共和國禁止未滿18歲玩家登錄
2012年1月4日，《英雄聯盟》中華人民共和國運營商騰訊頒布公告，宣布在1月5日對該遊戲在中華人民共和國的所有伺服器進行例行停機維護後，將修復防沉迷系統的BUG，之後所有實名認證身份信息為未滿18歲的帳號都無法登錄遊戲。此事讓許多玩家感到意外，並引發中華人民共和國玩家熱議。

### 伊朗《英雄聯盟》比賽禁用部分女性英雄角色
2013年8月26日，WCG伊朗分部透過Facebook發布公告，表示將會在WCG 2013伊朗賽區《英雄聯盟》項目比賽中禁用阿璃、阿卡莉、艾希等女性英雄角色，理由則是這些女性英雄角色違背了當地的伊斯蘭風俗。隨後此事在網上盛傳。後來官方證實，WCG官方賽事並未禁止使用女性英雄，禁用這些女性英雄角色的只是當地的一個非官方賽事，而該比賽禁用女性英雄的原因則是該比賽的主辦方認為過於暴露的女性英雄會對當地觀眾產生不好的影響，但由於該賽事禁用的女性英雄過多，導致遊戲的平衡性難以保證，使得該賽事的主辦方在玩家的建議下解禁了部分女性英雄和造型。

### 遊戲更新包遭到惡意竄改
2014年12月31日，Garena公告流亡黯道和英雄聯盟該月的遊戲更新包已遭不明人士惡意竄改，表示會持續監控資訊安全並呼籲玩家更改帳戶密碼，並承諾會購買合法殺毒軟體供玩家使用。受感染者會自動對192.126.118.198、202.65.214.220傳送封包，此為PlugX惡意後門程式。
駭客利用Dll Path Hijacking（Dll路徑挾持）攻擊手法，利用載入Dll不同優先順序的技巧，將惡意程式隱藏在正常的程式中。到最後，受害者只會看到兩個惡意檔案，NtUserEx.dll和NtUserEx.dat。台灣駭客年會HITCON和趨勢科技以及Garena合作提供PlugX清除工具給這波惡意攻擊的潛在受害者做清除，台灣和新加坡受害的影響最大。趨勢科技在PlugX Malware報告 內指出遠端存取木馬（RAT）PlugX惡意後門程式的變種出現在這些遊戲的官方版本，顯然地是針對於亞洲特定國家和地區的使用者，台灣最為嚴重，新加坡次之，為本事件新攻擊手法。 

此次攻擊目標可能是竊取個資、遊戲原始碼、帳號獲利、偷取數位簽章、滲透大範圍遊戲玩家，包含工程師或政府機關外包廠商等。惡意後門程式PlugX常見於亞洲和美國。此次攻擊與韓國  SK Communications （页面存档备份，存于） 被駭事件（2011 Data breach）都一樣出現 Cooper 字樣，是國際駭客組織Winnti Group所為。

### 《英雄联盟》台服运营商变更
2023年1月，《英雄联盟》台服运营商（原 Garena）变更后，不仅2009-2021年的全部英雄免费解锁，上线完成任务领取宝藏币还能免费兑换终极传说皮肤。 2月，《英雄联盟》台服官方发布公告，称近期有大批腾讯直营英雄联盟服务器玩家，前往英雄联盟台服进行游玩，导致英雄联盟台湾服务器过载，进而引发了游戏队列排队时间过久、游戏界面崩溃的情况。

### Vanguard全球伺服器連線災情
2024年6月18日，玩家於遊戲中接連出現VAN84、VAN68等錯誤訊息，致客戶端強制關閉與遊戲中離的情況層出不窮，大量遊戲玩家於後受到遊戲中離機制懲罰

## 延伸產品

### 音乐
拳头游戏首次涉足音乐是在2014年，推出了虚拟重金属乐队「Pentakill」，以推广同名的皮肤系列。. 最初，Pentakill由六名英雄组成：凯尔, 卡尔萨斯, 莫德凯撒, 奥拉夫, 娑娜和约里克。在2021年，Viego加入了这个组合。他们的音乐主要由Riot Games的内部音乐团队制作，但也有Mötley Crüe鼓手Tommy Lee和工业摇滚乐队Nine Inch Nails前成员Danny Lohner的客串。他们的第二张专辑《Grasp of the Undying》在2017年登上了iTunes金属榜首位。
Pentakill之后，Riot Games推出了K/DA，这是一个由四名英雄阿狸、阿卡丽、伊芙琳和卡莎组成的虚拟K-pop女子组合。与Pentakill一样，K/DA也是为同名皮肤系列的宣传材料。 该组合的首支单曲《Pop/Stars》，在2018年《英雄联盟》世界锦标赛上首次亮相，YouTube上的观看次数超过4亿次，引起了许多对《英雄联盟》不熟悉的人的广泛兴趣。 经过两年的休息，2020年8月，Riot Games发布了《The Baddest》，这是K/DA的首张五曲迷你专辑《All Out》的预发布单曲，该专辑于当年11月推出。
2019年，Riot创造了一个名为True Damage的虚拟嘻哈乐队，包括英雄阿卡丽、亚索、奇亚娜、赛娜和艾克。 歌手Keke Palmer、Thutmose、Becky G、Duckwrth和Soyeon在2019年《英雄联盟》世界锦标赛的开幕式上，与他们角色的全息版本一起现场表演了乐队的首支单曲《Giants》。 该音乐视频推广的游戏内饰品是与时尚品牌路易威登的合作。
2023年，Riot组建了一个名为Heartsteel的虚拟K-pop男子乐队，包括英雄厄斐琉斯、伊泽瑞尔、凯隐、奎桑提、瑟提和永恩。歌手包括来自K-pop组合Exo和SuperM的Baekhyun、Cal Scruby、ØZI和Tobi Lou。Heartsteel的首支单曲《Paranoia》于当年10月发布。

### 科加斯吃了全世界
《科加斯吃了全世界》是Pure Bang Games以《英雄聯盟》為背景製作的flash網頁遊戲，由拳头游戏在2013年4月1日發布並在4月2日移除。玩家在遊戲裡控制英雄科加斯摧毀房屋並吃掉食物。拳头游戏發佈問卷、並宣稱這個新遊戲會成為《英雄聯盟》裡的新模式，後來在同年4月1日證實是一場愚人節玩笑。

### 英雄聯盟 普羅快跑
《英雄聯盟 普羅快跑》，是拳头游戏以《英雄聯盟》為背景製作的無盡奔跑手機遊戲，2015年8月21日在iOS、安卓平台上架，9月21日下架。中國大陸由中国大陆地区由崑崙遊戲代理。在遊戲裡、玩家操作布里茨、瑟雷西、納帝魯斯、庫奇奔跑，并捕捉魄羅。

### 英雄聯盟 至高權利
《英雄聯盟 至高權利》，是拳头游戏已經完成開發但仍未發行的卡牌遊戲。2014年2月，拳头游戏總裁Mark Monitor註冊了leagueoflegendssupremacy.com和leagueoflegendssupremacy.net以及一系列相同或相似的域名（包括縮寫和拼寫錯誤但非常相似的域名）。2014年，駭客Shane Duffy盜取Marc Merrill的Twitter帳戶並取得遊戲設計稿件，宣稱該遊戲已完成開發但沒有發行，拳头游戏證實了這個消息，並表示目前沒有釋出遊戲的想法。

### 约德尔战斗学院
《约德尔战斗学院》，是由拳头游戏發佈的桌上遊戲，以《英雄聯盟》為背景。英文版在2016年10月13日上市，簡體中文版在2016年11月11日上市。遊戲人數為2至4人，扮演《英雄聯盟》裡四位約德爾人完成十個劇情獨立、難度各異的任務，每個任務必需費時60至90分鐘。

### 英雄聯盟：激鬥峽谷
英雄聯盟：激鬥峽谷（League of Leagues: Wild Rift）是由拳头游戏與騰訊遊戲合作，推出針對手機市場的遊戲，2019年10月16日公佈情報。2020年10月28日先行在印度尼西亞、日本、馬來西亞、菲律賓、新加坡、韓國、泰國開啟β版公測。2021年10月8日在中国公测。

### 聯盟外傳：殞落王者
《聯盟外傳：殞落王者》（Ruined King：a League of Legends Story）由 Airship Syndicate 開發，並有請曾指導《Battle Chasers》及《Darksiders》二作美術的傳奇漫畫家 Joe Madureira，結合其獨特畫風，打造出第一款供玩家盡情探索以《英雄聯盟》世界觀為背景的 Riot Forge 作品。在這款引人入勝的回合制 RPG 中，玩家可以自由組成隊伍，操縱這隊看似不搭軋的聯盟英雄，一同探索喧囂熱鬧的比爾吉沃特、謎團重重的闇影島，並體驗路線對戰系統的樂趣。

### 聯盟外傳：狙魔者
《聯盟外傳：狙魔者》（The Mageseeker）由《Moonlighter》的製作公司 Digital Sun 所開發，是一款 2D 像素風格的硬派動作 RPG 遊戲，故事描述賽勒斯在蒂瑪西亞展開的革命之旅。

### 聯盟外傳：聚合之力
《聯盟外傳：聚合之力》（CONVERGENCE）於 2019 年公開，是一款單機 2D 平台動作遊戲。玩家將化身為擁有神奇機器可以扭轉時空的天才少年發明家「艾克」，在佐恩的世界裡跑跳穿梭。
在這位人氣英雄的旅程中，他將逐漸領悟到操控時間的能力，原來會造成難以想像的後果。這款由 Double Stallion Games 開發的遊戲，將於 2023 年夏季推出。 

### 聯盟外傳：努努之歌
《聯盟外傳：努努之歌》（Song of Nunu）初次亮相於 2021 年，本作由 Tequila Works 開發，是一款溫暖人心的單人冒險遊戲。
玩家將化身四處尋找失蹤母親的小男孩「努努」，一腳踏上靜謐優美卻危機四伏的弗雷爾卓德大地。遊戲將於 2023 年秋季推出。

## 延伸閱讀
- 心鋼之聲（HEARTSTEEL）
- 偏執音狂（PARANOIA）

## 外部連結
- 官方网站
- 维基语录上有关英雄联盟的语录
- 维基共享资源上的相關多媒體資源：英雄联盟